# Solna (Pologne)
Pour l’article homonyme, voir Solna.
Solna est une localité polonaise de la gmina de Kobierzyce, située dans le powiat de Wrocław en voïvodie de Basse-Silésie.

## Histoire
De 1742 à 1945, Groß Sägewitz fait partie de l'arrondissement de Breslau dans le district de Breslau au sein de la province de Silésie.